# Ганс-Йоахім Рамлов
Ганс-Йоахім Рамлов (нім. Hans-Joachim Rahmlow; 18 жовтня 1909, Штрігау — 13 червня 1967) — німецький офіцер-підводник, капітан-лейтенант крігсмаріне.

## Біографія
1 квітня 1928 року вступив на флот. З вересня 1939 року — командир роти 134-го морського артилерійського дивізіону, з січня 1940 року — 10-го запасного морського артилерійського дивізіону. В квітні-вересні 1940 року пройшов курс підводника, в жовтні-листопаді — командирську практику на підводному човні U-48. З 25 листопада 1940 по 6 квітня 1941 року — командир U-58, з 15 травня 1941 року — U-570. 23 серпня 1941 року вийшов у свій перший і останній похід. 27 серпня човен був пошкоджений глибинними бомбами британського бомбардувальника «Хадсон» і здався літаку. Всі 44 члени екіпажу були взяті в полон британським есмінцем «Барвелл», який був викликаний для порятунку екіпажу човна. Перед захопленням U-570 шифрувальна машина «Енігма» і блокноти з кодами були викинуті за борт, проте офіцер з «Барвелла» захопив документи і зашифровані повідомлення, які допомогли британцям розшифровувати повідомлення «Енігми».
Після прибуття в Ісландію Суд честі полонених, в який входив Отто Кречмер, визнав Рамлова і 1-го вахтового офіцера Бернгарда Берндта винними в боягузтві. Берндт спробував спокутувати провину і втік з табору для інтернованих, щоб саботувати U-570, проте був застрелений місцевими ополченцями. Згодом Карл Деніц у своєму військовому щоденнику відзначив, що рішення про капітуляцію човна прийняв Берндт, оскільки Рамлов в той момент був непритомним через отруєння газом з пошкоджених батарей.

## Звання
- Кандидат в офіцери (1 квітня 1928)
- Морський кадет (11 жовтня 1928)
- Фенріх-цур-зее (1 січня 1930)
- Оберфенріх-цур-зее (1 квітня 1932)
- Лейтенант-цур-зее (1 жовтня 1932)
- Оберлейтенант-цур-зее (1 вересня 1934)
- Капітан-лейтенант (1 червня 1937)

## Нагороди
- Медаль «За вислугу років у Вермахті» 4-го і 3-го класу (12 років)